# Brisinga synaptoma
Brisinga synaptoma is een zeester met twaalf tot vijftien armen uit de familie Brisingidae.
De wetenschappelijke naam van de soort werd, als Craterobrisinga synaptoma, in 1917 gepubliceerd door Walter Kenrick Fisher. De beschrijving was gebaseerd op één exemplaar dat was opgedregd van een diepte van 1588 vadem (2904 meter) op bemonsteringsstation 3342 van onderzoeksschip Albatross, voor de kust van Brits Columbia.